# Lycanades fornica
Lycanades fornica är en fjärilsart som beskrevs av Smith 1907. Lycanades fornica ingår i släktet Lycanades och familjen nattflyn. Inga underarter finns listade i Catalogue of Life.